# Сітанець
Сітанець (пол. Sitaniec) — село в Польщі, у гміні Замостя Замойського повіту Люблінського воєводства.
Населення — 1737 осіб (2011).
У 1975-1998 роках село належало до Замойського воєводства.

## Демографія
Демографічна структура станом на 31 березня 2011 року:
|          | Загалом | Допрацездатний вік | Працездатний вік | Постпрацездатний вік |
| -------- | ------- | ------------------ | ---------------- | -------------------- |
| Чоловіки | 848     | 182                | 569              | 97                   |
| Жінки    | 889     | 191                | 522              | 176                  |
| Разом    | 1737    | 373                | 1091             | 273                  |